# تریالتی
تریالتی (گرجی: თრიალეთი) منطقه‌ای کوهستانی در مرکز گرجستان است. نام تریالتی در گرجی به‌معنی مکان سرگردانی است. کوهستان تریالتی بخشی از منطقه بزرگ تریالتی است. این ناحیه بخشی از به شهرداری تسالکا امروزی در گرجستان است.